# 48 قانونا للسلطة
48 قانونا للسلطة أو كيف تمسك بزمام القوة هو أول كتاب للكاتب الأمريكي روبرت غرين، صدر عام 1998، بيعت منه أكثر من 1.2 مليون نسخة في الولايات المتحدة. وهو مشهور بين نزلاء السجون والمشاهير.
في العلوم السياسة والقوة هناك ثمانٍ وأربعين قانوناً نوعياً تحكمها، ويزعم الكاتب أنه جمعها من خلال التجارب البشرية المختلفة عبر ثلاثة آلاف سنة مستشهداً بمئات الأمثلة والقصص ومعتمداً على المخزون الثقافي من كل الشعوب. وقد عَرَض في كتابه جميع القوانين، كل على حدة، ومن ثم اختصر شرحه في أسطر قليلة ليذكر نموذجاً إنسانياً من التاريخ في معنى كل قانون وتطبيقه، ويذكر تبعات تطبيق القانون وآلية عمله كمصدر من مصادر القوة ومفاتيح الوصول للسلطة والنفوذ وقد بيع من الكتاب أكثر من 1.2 مليون نسخة في الولايات المتحدة وحدها.

## موجز للقوانين
1. القانون 1: لا تظهر تفوقك على وليك أو رئيسك.
2. القانون 2: لا تثق كثيراً بأصدقائك، تعلم كيف تستفيد من أعدائك.
3. القانون 3: لا تبيّن نواياك أو تعلن عنها.
4. القانون 4: تحدث دوماً بأقل مما يجب.
5. القانون 5: الكثير يعتمد على السمعة، فاحمها بحياتك.
6. القانون 6: إلفت الانتباه إليك بأي ثمن.
7. القانون 7: دع الآخرين يقومون بالعمل نيابة عنك، وسجل ذلك لحسابك.
8. القانون 8: دع الآخرين يأتون إليك، واستخدم طعماً لذلك إن لزم الأمر.
9. القانون 9: إكسب بأفعالك وليس بالجدال.
10. القانون 10: تجنب العدوى من غير المحظوظين والتعساء.
11. القانون الحادي عشر: تعلم أن تجعل الآخرين يعتمدون عليك.
12. القانون الثاني عشر: جرّد خصمك من أسلحته بكرم وشرف.
13. القانون الثالث عشر: عند طلبك للمساعدة، اعتمد على حاجات الآخرين واهتماماتهم، وليس من طريق الشفقة والحاجة.
14. القانون الرابع عشر: إظهر كصديق، وتصرف كجاسوس.
15. القانون الخامس عشر: إسحق خصمك تماماً.
16. القانون السادس عشر: استخدم الغياب لكسب الاحترام والشرف عبر هالة الغموض.
17. القانون السابع عشر: دع الآخرين مشوّشين دوماً وفي جو من الحيرة.
18. القانون الثامن عشر: لا تبنِ جداراً حول نفسك، فالعزلة خطرة.
19. القانون التاسع عشر: تعرف على الشخص الذي تتعامل معه جيداً، لا تُهن الشخص الخطأ.
20. القانون العشرين: لا ترتبط أو تتعلق بأي شخص.
21. القانون الحادي والعشرين: تظاهر بالحمق لتكتشف الحمقى، وتظاهر بأنك أغبى من خصمك.
22. القانون الثاني والعشرين: تعلّم متى تستسلم، ثم حوّل خسارتك إلى فوز.
23. القانون الثالث والعشرين: ركّز قواك وجهودك.
24. القانون الرابع والعشرين: إلعب دورك جيداً كخادم.
25. القانون الخامس والعشرين: أعد بناء حياتك.
26. القانون السادس والعشرين: حافظ على نظافة يديك.
27. القانون السابع والعشرين: اعتمد على احتياجات الآخرين لبناء طائفة من الأتباع لك.
28. القانون الثامن والعشرين: كن جريئاً في كل أفعالك.
29. القانون التاسع والعشرين: خطط طريقك حتى النهاية.
30. القانون الثلاثين: حاول أن تجعل إنجازاتك تبدو سهلة وبدون جهد.
31. القانون الحادي والثلاثين: تحكم بالخيارات، دع الآخرين يختارون من بين ما تقدمه أنت لهم.
32. القانون الثاني والثلاثين: اعتمد على أحلام الآخرين لتحقيق أهدافك الخاصة.
33. القانون الثالث والثلاثين: حاول أن تتعرف على نقاط ضعف الآخرين.
34. القانون الرابع والثلاثين: كن ملكياً في ارتدائك للملابس، تصرف كملك كي تُعامل كملك.
35. القانون الخامس والثلاثين: احترف فن إدارة الوقت.
36. القانون السادس والثلاثين: ترفّع عمّا لا تستطع امتلاكه، التجاهل أفضل انتقام.
37. القانون السابع والثلاثين: حاول خلق مواقف إجبارية للآخرين.
38. القانون الثامن والثلاثين: فكر كما تريد، ولكن تصرف كما يريد الآخرون.
39. القانون التاسع والثلاثين: عكّر الماء كي تستطيع الاصطياد.
40. القانون الأربعين: احتقر العشاء المجاني.
41. القانون الحادي والأربعين: تجنّب أن تثير السيّد.
42. القانون الثاني والأربعين: إضرب الراعي، وسوف يتفرق القطيع.
43. القانون الثالث والأربعين: اعتمد على قلوب وعقول الآخرين لتحقق أهدافك.
44. القانون الرابع والأربعين: واجه عدوك بسلاح المرآة العاكسة لإضعافه وإخافته.
45. القانون الخامس والأربعين: نادي بالتغيير، ولكن لا تطبقه دفعة واحدة.
46. القانون السادس والأربعين: لا تظهر بأنك عظيم، الاله فقط هو العظيم.
47. القانون السابع والأربعين: لا تندفع في تخطي أهدافك الموضوعة، تعلم متى تتوقف.
48. القانون الثامن والأربعين: تعامل مع الآخرين بدون شكليات.